# Hněvanov
Hněvanov (něm. Liebesdorf) je malá vesnice, část obce Rožmitál na Šumavě v okrese Český Krumlov. Nachází se asi 3 km na jihovýchod od Rožmitálu na Šumavě. Je zde evidováno 24 adres.
Hněvanov je také název katastrálního území o rozloze 13,8 km². V katastrálním území Hněvanov leží i Michnice.

## Historie
První písemná zmínka o vesnici pochází z roku 1379. Název vsi je zřejmě odvozen od osobního jména „Hněvan". Od zavedení obecního zřízení v polovině 19. století byl Hněvanov samostatnou obcí. V roce 1869 žilo v Hněvanově a v přilehlých osadách Havlov, Sedlíkov a Třešňovice 499 obyvatel a bylo zde 71 domů, z toho v samotném Hněvanově žilo 209 obyvatel a bylo zde 31 domů. V roce 1930 žilo v obci Hněvanov 538 obyvatel. V letech 1938 až 1945 byl Hněvanov v důsledku uzavření Mnichovské dohody přičleněn k nacistickému Německu. Po 2. světové válce se Hněvanov stal osadou Rožmitálu na Šumavě.